# Ormskirk
Ormskirk är en stad i distriktet West Lancashire, i grevskapet Lancashire, i England. Orten har 23 392 invånare (2001).